# Lahar

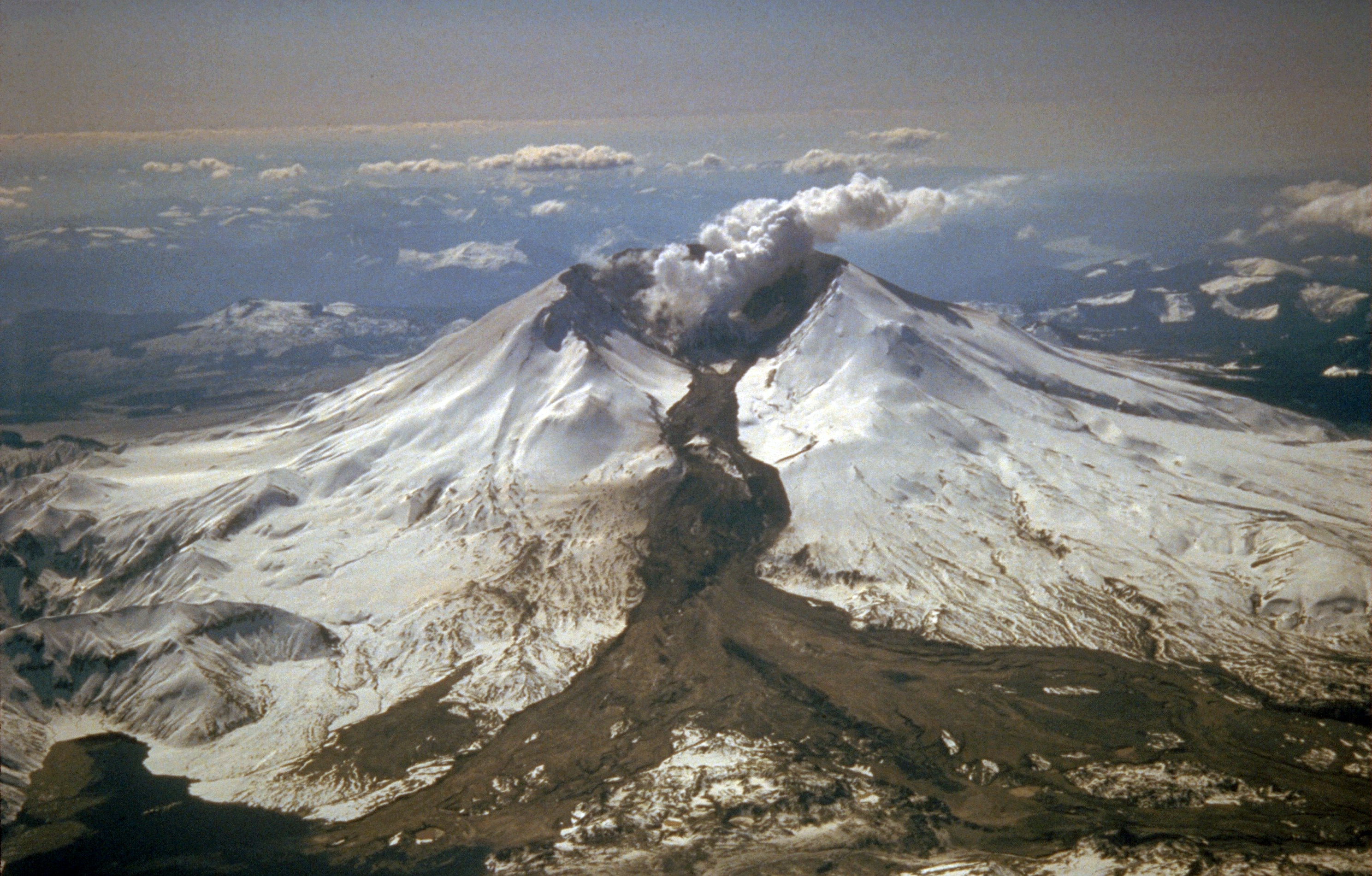
Lahar provocato da un'eruzione del monte Sant'Elena nel marzo 1982.

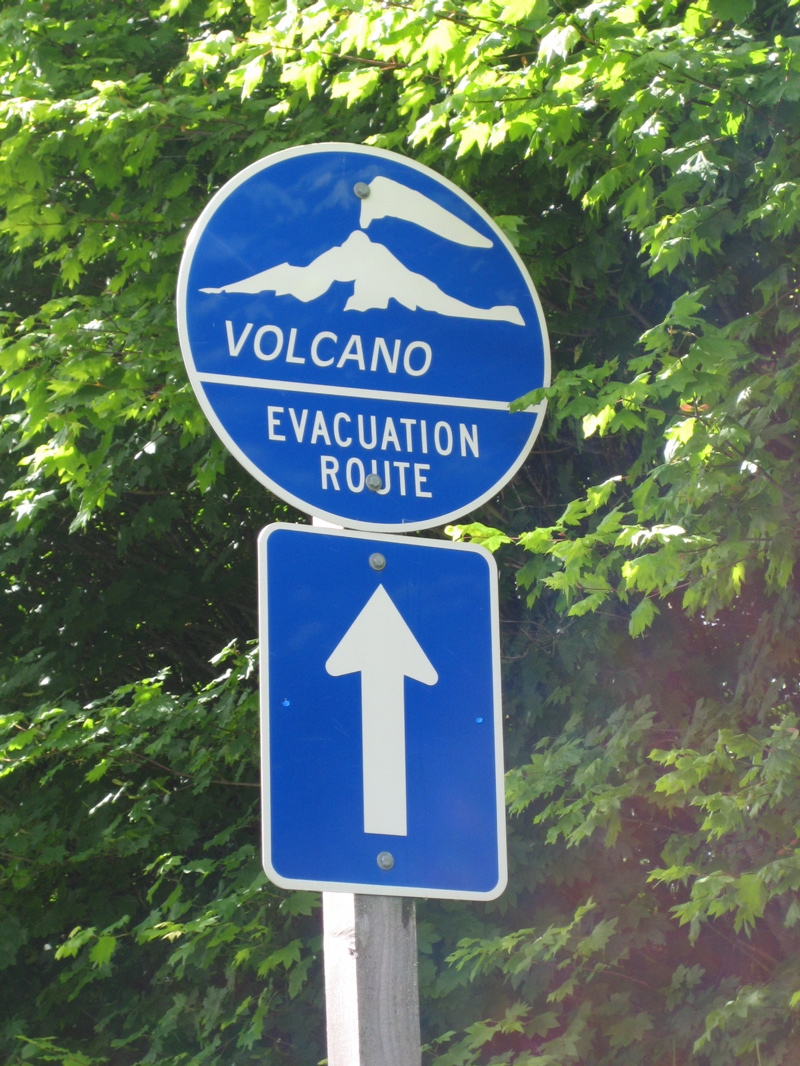
Segnale di direzione di evacuazione in caso di eruzione vulcanica o lahar.

Il lahar è una colata di fango composta di materiale piroclastico e acqua che scorre lungo le pendici di un vulcano, specialmente lungo il solco di una valle fluviale.
Il termine lahar proviene dall'Indonesia e significa lava in lingua giavanese.

## Caratteristiche
I lahar hanno il comportamento, la consistenza e la viscosità del calcestruzzo fluido: fluidi quando sono nella fase di movimento, mentre solidificano rapidamente quando si fermano. Possono anche raggiungere dimensioni enormi: il lahar Osceola prodotto 5600 anni fa dal Monte Rainier nello stato di Washington produsse una parete di fango alta 140 metri nel canyon del White River e si estese su un'area di oltre 330 km².
I lahar possono essere estremamente pericolosi, a causa dell'energia e velocità che acquisiscono durante il loro percorso: un lahar grande può scorrere a decine di metri al secondo e avanzare per molti chilometri, causando distruzioni catastrofiche lungo il suo percorso. Data la loro grande energia, sono in grado di aprirsi la strada in qualunque percorso, rendendo così più difficile fare previsioni sulla direzione del loro avanzamento. 
I lahar prodotti dall'eruzione del Nevado del Ruiz in Colombia nel 1985 uccisero circa 23000 persone nella città di Armero, sepolta sotto 8 metri di fango e detriti. Anche il disastro di Tangiwai del 1953 in Nuova Zelanda, che costò la vita a 151 persone, fu causato da un lahar.

## Cause

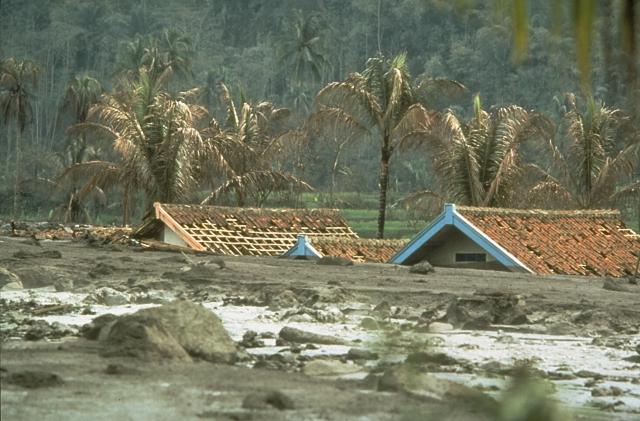
Un lahar conseguente all'eruzione del Galunggung, in Indonesia, nel 1982.

I lahar hanno diverse possibili cause:
- la neve o il ghiaccio fusi da una colata piroclastica durante un'eruzione.
- un'inondazione causata da un ghiacciaio o da un lago proglaciale presenti all'interno di un cratere vulcanico, che danno luogo anche a jökulhlaup.
- intense piogge causate da un'eruzione vulcanica esplosiva che produce grandi quantitativi di vapore, creando così temporali di origine vulcanica, che si riversano sulle pendici del vulcano creando valanghe di fango.

## Aree a rischio
Diverse località nel mondo sono considerate particolarmente pericolose a causa del rischio di lahar. Molte città nella valle del Puyallup River, nello stato di Washington, compresa Orting, la più vicina al Monte Rainier, sono costruite sulla cima di depositi di lahar che hanno un'età di circa 500 anni.
Calcolando che i lahar possano mettersi in movimento ogni 500-1000 anni, Orting, Sumner, Puyallup, Fife e il porto di Tacoma, negli Stati Uniti d'America, sarebbero esposti ad un rischio considerevole.
Lo United States Geological Survey (USGS) ha installato delle sirene di avvertimento per lahar nella Pierce County, in modo da avvisare le persone in caso di avvicinamento del flusso di detriti. Un sistema di avvertimento dei lahar è stato installato anche sul Monte Ruapehu dal New Zealand Department of Conservation.